# Jean-Claude Chovellon
Jean-Claude Chovellon est un homme politique français né le 31 août 1806 à Usson-en-Forez et mort le 4 mars 1887 à Saint-Pal-de-Chalencon (Haute-Loire).

## Biographie
Cultivateur, il est député de la Haute-Loire de 1849 à 1851, siégeant à gauche.

## Sources
- « Jean-Claude Chovellon », dans Adolphe Robert et Gaston Cougny, Dictionnaire des parlementaires français, Edgar Bourloton, 1889-1891 [détail de l’édition]